# Pulvinaria delottoi
Pulvinaria delottoi är en insektsart som beskrevs av Gill 1979. Pulvinaria delottoi ingår i släktet Pulvinaria och familjen skålsköldlöss. Inga underarter finns listade i Catalogue of Life.